# وودسون، آرکانزاس
وودسون (به انگلیسی: Woodson) یک منطقهٔ مسکونی در ایالات متحده آمریکا است که در شهرستان پلاسکی، آرکانزاس واقع شده‌است. وودسون ۱۱٫۵۲ کیلومتر مربع مساحت و ۱۹۲ نفر جمعیت دارد و ۷۶ متر بالاتر از سطح دریا واقع شده‌است.